# Kladivo
Kladivo, kladívko, je mechanický ruční nástroj, který umožňuje předat rázem kinetickou energii nějakému jinému tělesu. Je používáno k deformacím jiných těles či předmětů kupř. vyklepáváním či rozklepáváním. Používá se ale i pro dělení předmětů, tj. pro jejich rozbíjení na více částí. Kladivo samozřejmě může sloužit i jako speciální ruční zbraň. Jedno z nejběžnějších použití je zatloukání spojovacích součástek (hřebík), kde slouží k vzájemnému spojování dvou různých částí. Pro spojování dvou či více předmětů navzájem pomocí kladiva se používají spojovací součásti (kupř. hřeby, hřebíky, nýty, cvoky, kramle a další spojovací prvky - používá se např. v tesařství, truhlářství, zednictví, kovářství, zámečnictví, čalounictví, brašnářství a v mnoha dalších řemeslech). Kladivo lze samozřejmě použít i pro rozpojování navzájem spojených částí. Speciální kladiva se používají pro poklep, tedy pro výrobu cíleného hluku (třeba aukční kladívko), kladivo v tomto speciálním případě působí ve funkci paličky.

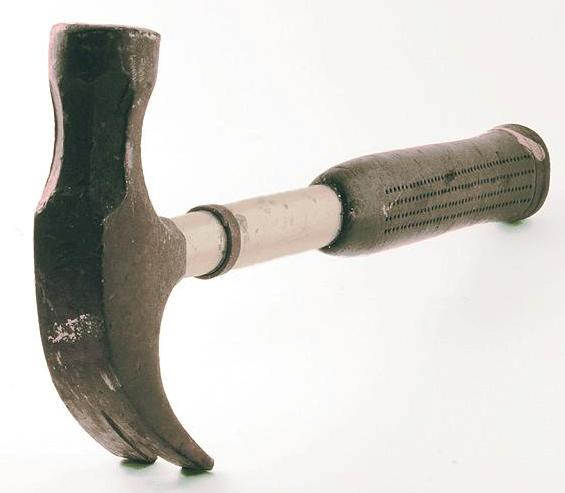
Tesařské kladivo

Tento jednoduchý ruční nástroj se obvykle skládá z dřevěné rukojeti respektive z topůrka a vlastní hlavy kladiva.
Topůrko je vsazeno do oka kladiva a může být zde fixováno, podobně jako u sekery, klínkem (obvykle klínkem kovovým). Hlava bývá u pracovních kladiv obvykle vyrobena z oceli nebo železa (v minulosti se mohlo jednat i o kladivo kamenné). Během vývoje vzniklo mnoho specializovaných druhů kladiv lišících se hmotností, tvarem, velikostí i počtem rukou nutných k jeho správnému držení. Je využíváno v mnoha druzích řemesel i lidských činností (např.geologické kladivo). Vedle nože a sekery je kladivo jeden z nejběžnějších ručních pracovních nástrojů. Specializovaná aukční či soudní kladívka apod. mohou být vyrobena z vhodného nekovového materiálu (kupř. z pryže či ze dřeva), jedná se o kladívka, která se používají spíše ve funkci zvláštní poklepové paličky, která vydává především hluk a žádné předměty obvykle nijak nedeformuje.
Příbuznými nástroji kladiva jsou palice a sekery.
Kromě toho tak bývají označovány i různé druhy tvářecích strojů souhrnně označovaných coby strojní kladiva, kupř. elektrické kladivo, mechanické kladivo či pneumatické kladivo (tedy stroj také nazývaný sbíječka). Mezi strojní kladiva patří též parní kladivo, které se ale již v dnešní době nepoužívá. Příbuznými strojními zařízeními všech strojních kladiv jsou zejména buchary a lisy. Velká strojní kladiva a buchary bývaly v minulosti také poháněny vodou ve vodních kovárnách - v hamrech.
Kladívko mohou být označovány některé specializované součásti některých přístrojů, strojů či hudebních nástrojů (kupř. klavírní kladívko u kladívkového klavíru), obvykle se jedná o součásti, které působí mechanickým poklepem na jiné součásti téhož zařízení.
Kladívko je i anatomické pojmenování části lidského sluchu - viz (vnitřní ucho a střední ucho).

## Příklady speciálních kladiv
- Geologické kladivo - používá se pro geologický průzkum minerálů a hornin poklepem
- Obouruční kovářské kladivo - tzv. perlík
- Soudcovské kladívko - nástroj pro zjednávání klidu v soudní síni či pro odklepnutí vyneseného rozsudku
- Aukční kladívko - speciální kladívko používané při aukcích a dražbách pro odklepnutí konečné ceny
- Chirurgické kladívko
- Neurologické kladívko
- Tesařské kladivo
- Pokrývačské kladivo
- Zámečnické kladivo
- Podkovářské kladivo
- Zednické kladivo (obkladačské kladívko)
- Dlaždičské kladívko
- Hornické kladivo
- Kovotepecké kladívko
- Hodinářské kladívko
- Modelářské kladívko
- Pucka - kladivo na dlouhé násadě používané např. při demolicích nebo při ručním štípání dřevěných polen klínem
- Pemrlice - kamenické kladivo mající na plosce několik řad jehlanů (podobně jako palička na maso), používá se k finální úpravě kamene

## V symbolice
- Kladivo zpravidla bývá symbolem moci a síly. V právu je symbolem ukončení nějaké akce (aukce atp.). Po smrti papeže je prohlášen za mrtvého, teprve poté, co se třikrát udeří do hlavy zlatým kladívkem, čímž je symbolicky ukončen jeho život.

- Keltové považovali kladivo za magický předmět. V Římě se kladivo stalo symbolem kovářství, kterým zůstalo po celý středověk.

- Svobodní zednáři ve své symbolice považují kladivo za symbol rozumně orientovaných volných sil.

- Dvě zkřížená kladívka se používají i v dopravě, v symbolice běžných jízdních řádů v autobusové i železniční dopravě dvě zkřížená kladiva označuji všední den resp. pracovní den - tedy symbol práce.

## V heraldice
Kladivo spolu se srpem a rudou hvězdou tvořilo (a stále tvoří) důležitou součást symboliky levicových stran, zvláště těch komunistických. Je užíváno jako symbol práce a pracujících lidí, respektive coby symbol označující dělnickou třídu. Tímto symbolem mělo být zdůrazněno jejich pevné spojení s dělníky, především pak s havíři a horníky. Bylo proto součástí vlajky NDR a Sovětského svazu. Dodnes je (spolu se srpem a přetrženými okovy) například i součástí státního znaku Rakouska.

### Česká heraldika
Poměrně zajímavé je, že se s tímto nástrojem velmi často setkáváme v české heraldice a to ve znacích měst, hornické kladívko bylo častým námětem pro znak hornických měst. Tento nástroj lze nalézt i ve štítech měst nehornických. Nejčastěji se vyskytují po dvou a v doprovodu lva popř. lvů (Abertamy, Bečov nad Teplou). Dvě kladiva má ve znaku např. Boží Dar, Břidličná, Černý Důl, Havířov (2 x 2). Jedno kladivo nalezneme má ve znaku Bohdalov (oficiálně dřevěná palice), Dolní Poustevna, Frýdlant nad Ostravicí. Tři kladiva nalezneme ve znaku Kašperských Hor.

#### Seznam českých znaků s kladivem
Ve většině těchto znaků se jedná o aplikaci hornického symbolu, na němž jsou dvě kladiva (mlátek a želízko), přičemž relativně často dochází k opačnému překrytí. Často dochází (oproti hornickému znaku) i k zrcadlovému otočení a v některých vzácných případech dochází i k rozdělení na jednotlivá nářadí. V nehornických městech se vyskytují kladiva odlišná od hornických, přičemž u žádného českého sídla není kladivo rozdělené (topůrko, násada) ani jinak poškozené. Nikde se nevyskytuje kladivo zdvojené ani kladiva, která by byla za sebou. Pokud někdo kladivo drží, jedná se zpravidla o horníka nebo hutníka. Ve světě je ještě běžné držení obuvníkem či kovářem. Velmi vzácné je držení kolářem i tesařem.
Jedno kladivo: Bohdalov (oficiálně dřevěná palice), Dolní Poustevna, Frýdlant nad Ostravicí, Moravský Beroun, Staré Město pod Sněžníkem
Dvě kladiva: Abertamy, Bečov nad Teplou, Boží Dar, Brandýsek, Břidličná, Černý Důl, Hora Svatého Šebestiána, Horní Město, Horní Slavkov, Hory Matky Boží, Hostomice, Hrob, Hůrky, Choltice, Chodov, Chrastava-Andělská Hora, Chvaletice, Jáchymov, Janov, Jindřichovice, Kladno, Kladno-Švermov, Komárov, Kopisty, Kovářská, Krajková, Králíky, Krásno, Krupka, Kutná Hora, Kutná Hora-Kaňk, Košťany, Lom, Loučná pod Klínovcem, Malé Březno, Měděnec, Michalovy Hory, Mikulov, Místo, Mrákotín, Mutěnín, Nalžovské Hory-Stříbrné Hory, Nová Role, Nové Město pod Smrkem, Nové Sedlo, Orlová, Osek, Oslavany, Strašice, Ostrava-Vítkovice, Ostrava-Michálkovice, Ostrava-Poruba, Ostrava-Petřkovice, Pernink, Přebuz, Přísečnice, Rudolfov, Stříbrná Skalice, Štěchovice, Štěpánov nad Svratkou, Vlastějovice, Vrchlabí, Výsluní, Zbýšov, Žacléř.
Tři kladiva: Kašperské Hory, Rejštejn
Čtyři kladiva: Havířov, Vodňany

## Atletické kladivo
V atletice existuje technická vrhačská disciplína, zvaná hod kladivem. V počátcích tohoto sportu se jednalo o skutečné kladivo upevněné na dlouhém topůrku; dnešní vrhačské náčiní, zavedené od OH 1912, už kromě svého původního názvu kladivo ničím nepřipomíná. Jedná se v podstatě o kovovou (obvykle železnou) vrhačskou kouli (označovanou jako hlavice), připevněnou drátěným prutem k trojúhelníkovitému držadlu. Technické parametry kladiva, stanovené IAAF v pravidle č. 191, jsou následující. Muži: hmotnost koule 7,265 až 7,285 kg (tj. 16 liber), průměr koule 11 až 13 cm, délka úchytu od vnitřku držadla 117,5 až 121,5 cm. Ženy: hmotnost 4,005 až 4,025 kg, průměr 9,5 až 11 cm, délka úchytu 116 až 119,5 cm. Spojovací drát musí být ocelový a mít nejméně 3 mm v průměru. Pevné držadlo má předepsán tvar rovnostranného trojúhelníku o vnitřní délce strany 11,5 cm. Těžiště hlavice nesmí být od jejího středu dále než 6 mm.

## Kladivo jako zbraň
Ve středověku se pod pojmem kladivo skrývala také zbraň. Podobala se dnešním kladivům, byla však podstatně větší, na dlouhé rukojeti a se zaostřenými konci. Byla používána zejména při střetnutích mezi opěšalými těžce obrněnými rytíři, neboť byla proti dobrému brnění účinnější než meč nebo sekera.